# Christy Prior
Christy Prior (Okehampton, 28 november 1988) is een in het Verenigd Koninkrijk geboren Nieuw-Zeelandse snowboardster.

## Carrière
Bij haar wereldbekerdebuut, in maart 2013 in Špindlerův Mlýn, scoorde Prior direct wereldbekerpunten. In augustus 2013 eindigde de Nieuw-Zeelandse in Cardrona voor de eerste maal in haar carrière in de top tien van een wereldbekerwedstrijd. Op 19 januari 2014 boekte ze in Stoneham-et-Tewkesbury haar eerste wereldbekerzege.
Christy Prior was (naast Shelly Gotlieb, Rebecca Tor en Stefi Luxton) een van de vier Nieuw-Zeelandse vrouwen die deelnamen aan het onderdeel slopestyle op de Olympische Winterspelen 2014 in Sotsji. Prior werd zevende in heat 1 maar kwam na een val op training niet meer aan de start van de halve finale.

## Resultaten

### Olympische Winterspelen
| Jaar | Plaats | Resultaten     |
| ---- | ------ | -------------- |
| 2014 | Sotsji | 21e slopestyle |

### Wereldbeker
Eindklasseringen
| Seizoen   | Algm | SBS |
| --------- | ---- | --- |
| 2012/2013 | 58e  | 24e |
| 2013/2014 | 7e   | 3e  |
| 2014/2015 | 32e  | 15e |
| 2015/2016 | 38e  | 17e |

Wereldbekerzeges
| Datum           | Plaats   | Onderdeel  |
| --------------- | -------- | ---------- |
| 19 januari 2014 | Stoneham | Slopestyle |
| 12 januari 2018 | Snowmass | Slopestyle |